# Короній
Коро́ній (лат. Coronium < лат. corona — вінець, корона) — гіпотетичний хімічний елемент, існуванням якого на початку XX століття намагалися пояснити деякі емісійні спектральні лінії в сонячної корони.

## Історія
Під час спостереження в Північній Америці повного сонячного затемнення, що сталося 7 серпня 1869 року, Чарлз Огастес Янг виявив спектральну лінію випромінювання слабкої інтенсивності із довжиною хвилі 530,3 нм у зеленій частині спектра корони. Через те, що ця лінія не співпадала зі спектральними лініями жодного з відомих тоді хімічних елементів, було висловлено припущення про виявлення на Сонці нового хімічного елемента, який Грюнвальд у 1887 році назвав «коронієм».
Гіпотеза про існування коронія отримала широке визнання завдяки тріумфу спектрального аналізу — відкриття на Сонці спектральним методом гелія (на 27 років раніше, ніж на Землі: 1868 і 1895 роки відповідно). Однак численні спроби виявити короній у земній атмосфері, мінералах і вулканічних газах виявилися марними або помилковими, так, в 1898 році, гаданий елемент був помилково виявлений у вулканічних газах, що випускаються Везувієм, групою італійських хіміків на чолі з Рафаэлло Насіні.

Сонячне затемнення

Короній проіснував у науковій та навчальній літературі до опублікування в 1939 роботи астрофізиків Бенгта Едлена та Вальтера Гротріана з доказом, що спектральна лінія 530,3 нм належить тринадцяти разово іонізованному залізу (Fe13+, у спектроскопічних позначеннях [Fe XIV]). Інші спектральні лінії також були ідентифіковані з іншими забороненими переходами у багаторазово іонізованих атомах інших металів, наприклад Ni14+. Оскільки для такого високого рівня іонізації потрібна недосяжна в земних лабораторіях дуже висока температура, це стало одним із підтверджень екстремальної температури сонячної корони.

## Місце в Періодичній системі хімічних елементів
На думку деяких вчених початку XX століття, цей елемент мав би бути, як і гелій, дуже легким інертним газом. У статті «Спроба хімічного розуміння світового ефіру» (1905) Д. І. Менделєєв розглядає короній як інертний газ з атомною масою меншою ніж у водню, відводячи йому місце у нульовій групі першого ряду, тобто перед воднем.
Таким чином, можна показати, що в першому ряду першим перед воднем існує елемент нульової групи з атомною вагою 0,4 (можливо, це короній Іонга). — Менделеев Д. И. Основы химии. VIII изд., 1906 г., стр. 613
За оцінкою Менделєєва, короній мав би виявлятися в атмосфері Землі.